# Promonotus marci
Promonotus marci är en plattmaskart som beskrevs av Ax 1954. Promonotus marci ingår i släktet Promonotus och familjen Monocelididae. Inga underarter finns listade i Catalogue of Life.